# The James Brown Show
The James Brown Show (também conhecido como Presenting the James Brown Show) é um álbum ao vivo de 1967 de James Brown. Foi lançado pela Smash Records e conta com os vocalistas que se apresentaram com a James Brown Revue na metade dos anos 1960, incluindo o membro  do Famous Flames, Baby Lloyd Stallworth, além de Vicki Anderson, The Jewels e James Crawford. Seguindo os termos do contrato de Brown com a King Records, ele não canta no álbum mas contribui como produtor, arranjador e organista.
Embora The James Brown Show se apresente como um álbum ao vivo, partes dele foram gravadas em estúdio. Nunca foi lançado em CD.

## Faixas
| Lado A |                                 |                |         |  |
| N.º    | Título                          | Artista        | Duração |  |
| 1.     | "(I Can't Get No) Satisfaction" | Baby Lloyd     | 2:40    |  |
| 2.     | "The Dog"                       | Baby Lloyd     | 2:14    |  |
| 3.     | "Don't Mess with Bill"          | Vicki Anderson | 3:20    |  |
| 4.     | "Nowhere to Run"                | Vicki Anderson | 2:20    |  |
| 5.     | "This Is My Story"              | The Jewels     | 3:27    |  |
| 6.     | "Something's Got a Hold on Me"  | The Jewels     | 4:35    |  |

| Lado B |                                 |                       |         |  |
| N.º    | Título                          | Artista               | Duração |  |
| 1.     | "Wait Till the Midnight Hour"   | James Crawford        | 2:29    |  |
| 2.     | "Stop and Think It Over"        | James Crawford        | 2:45    |  |
| 3.     | "634-5789"                      | James Crawford        | 3:17    |  |
| 4.     | "Strung Out"                    | James Crawford        | 3:04    |  |
| 5.     | "(I Can't Get No) Satisfaction" | James Brown Orchestra | 3:08    |  |